# Amama (película)
Amama es una película española dirigida por Asier Altuna y estrenada en el año 2015.

## Argumento
Cuenta el futuro del caserío vasco a través de una familia en la que ninguno de sus 3 hijos quiere heredarlo ya que supone mucho trabajo. El padre se mata a trabajar porque es lo que le han enseñado desde pequeño. Sirve de homenaje a todas esas abuelas que lucharon por mantener esa tradición que ha ido pasando de generación en generación. Película rodada íntegramente en euskera.

## Premios
- 2015: Festival de San Sebastián: Sección oficial largometrajes
- 2016: Premios Goya: nominada a mejor actriz revelación (Elías)

## Rodaje en exteriores
El lugar de rodaje es en los bosques de Artikutza está en tierras de Goizueta (Navarra) pero pertenece al municipio donostiarra, Aldatz (Navarra), además de las propias localidades de Fuenterrabía, San Sebastián y Andoáin.